# Shelley Winters
Shelley Winters (Shirley Schrift (født 18. august 1920 i St. Louis, Missouri i USA, død 14. januar 2006 i Beverly Hills i Californien, USA) var en amerikansk filmskuespiller.
Hun debuterede i 1943 og blev lagt mærke til i A Double Life (Jalousi, 1947) og fik sit gennembrud med A Place in the Sun (En plads i solen, 1951). Hun spillede den uskyldige hustru i Charles Laughtons The Night of the Hunter (Kludedukken, 1955), og fik Oscar-prisen to gange for bedste kvindelige birolle, i The Diary of Anne Frank (Anne Franks dagbog, 1959) og A Patch of Blue (Et strejf af solskin, 1965). Hun spillede titelrollens mor i Stanley Kubricks Lolita (1962); blandt senere film kan nævnes Next Stop, Greenwich Village (Her leves livet, 1976), The Tenant (Den nye lejer, 1976) og S.O.B. (S.O.B. - højt skum, 1981). Hun optrådte også på Broadway med stor succes.
Shelley Winters spiller rollen som Gladys, Elvis Presleys mor, i filmen 'Elvis', der er en tv-film fra 1979. Filmen bygger på Elvis Presleys liv og karriere frem til 1969. Filmen er instrueret af John Carpenter og har Kurt Russell i titelrollen.
Shelley Winters har fået en stjerne på Hollywood Walk of Fame.